# 飞虹塔
飞虹塔位于山西省臨汾市洪洞县县城东北17公里，是广胜寺的标志性建筑。

## 历史
飞虹塔位于霍山广胜上寺的山门内，在寺的轴线前方，由高僧达连募资于明正德十年开工建造，至嘉靖六年（1515年～1527年）建成。飞虹塔建成以后，历经嘉靖三十五年（1556年）的关中大地震和康熙三十四年（1695年）的平阳大地震两次强震。

## 建筑
飞虹塔八角形平面，高47.6米，十三层，呈锥体，自下而上渐次收分；塔身内部为砖石修造，各层外壁遍饰赤橙黄绿青蓝紫等色精美绝伦的琉璃构件和浮雕装饰，塔檐、斗拱、也用琉璃烧制，色泽艳丽夺目，工艺精湛。